# Жук, Эдвард Георгиевич
Эдвард Георгиевич Жук (род. 27 декабря 1960 года, Лениногорск, СССР) — депутат Государственной Думы I созыва от партии ЛДПР.

## Краткая биография
Эдвард Георгиевич Жук родился 27 декабря 1960 года в городе Лениногорск, СССР.
В 1983 году окончил МГИМО по профессии экономист международник. Является кандидатом экономических наук.
В 1993 году был избран депутатом Государственной думы от партии ЛДПР, также занимал должность заместителя председателя комитета Думы по бюджету, налогам, банкам и финансам.